# Parawixia acapulco
Parawixia acapulco är en spindelart som beskrevs av Levi 1992. Parawixia acapulco ingår i släktet Parawixia och familjen hjulspindlar. Inga underarter finns listade i Catalogue of Life.